# Ompok sindensis
Ompok sindensis és una espècie de peix de la família dels silúrids i de l'ordre dels siluriformes endèmica del Pakistan.